# Paper d'arròs
Paper d'arròs (xinès tradicional: 米紙, xinès simplificat: 米纸, pinyin: mǐzhǐ, literalment 'paper d'arròs') és un tipus de paper xinès fet a partir de la medul·la de l'ocell de paper xinès (Tetrapanax papyrifer). Més recentment, aquest terme també s'utilitza per referir-se al paper fet d'altres plantes com el cànem, el bambú o la morera de paper.
El paper de Xuan té una petita porció de fibres de palla d'arròs.

## Paper d'arròs xinès o japonès

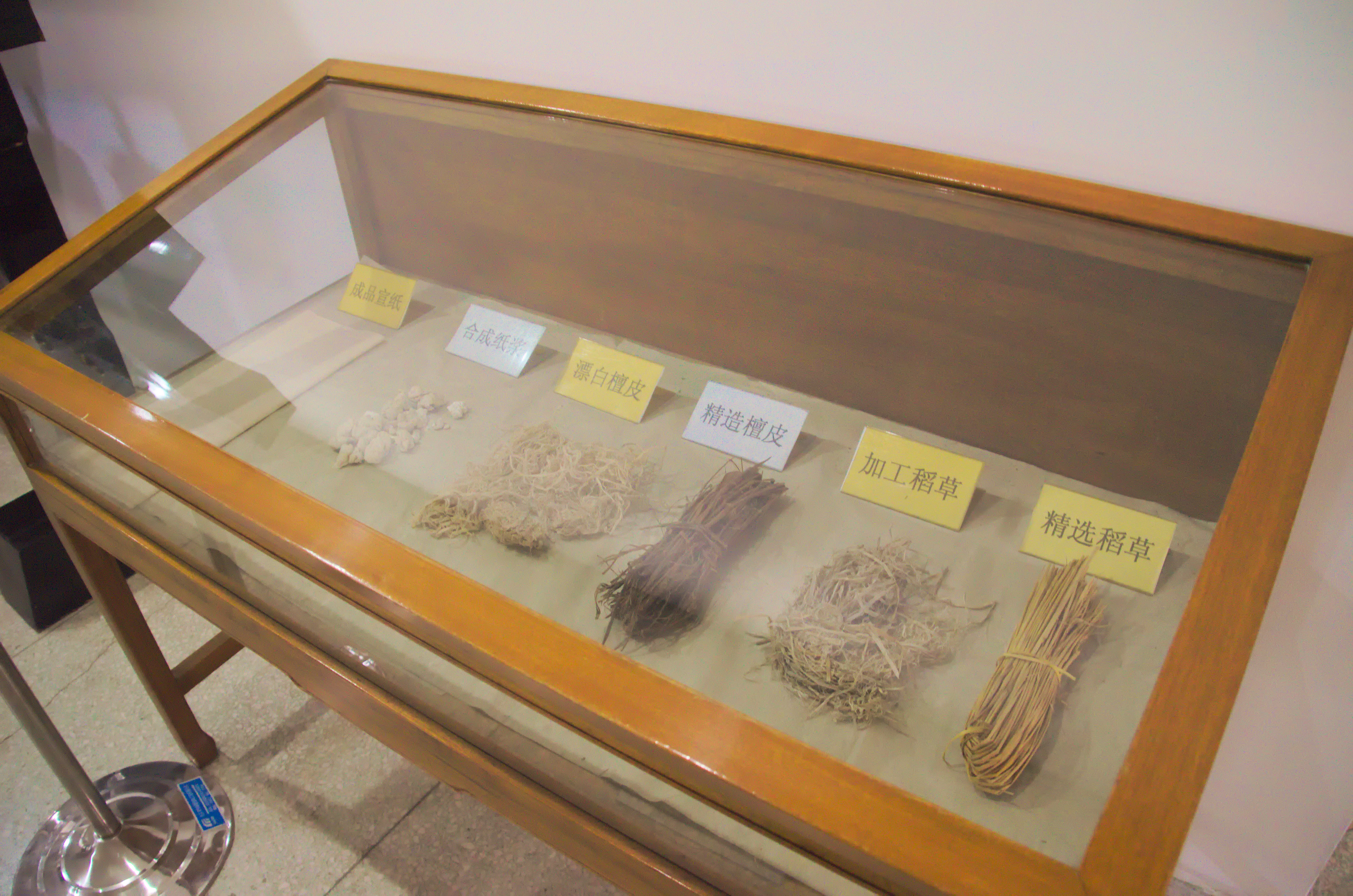
Etapes de la fabricació del paper d'arròs, de la palla d'arròs a la fulla, al Museu de la impremta de la Xina, a Pequín.

Aquest paper xinès o japonès no està fet de farina d'arròs ni de palla d'arròs, al contrari d'una llegenda inspirada en l'antiga confusió lingüística. El que s'anomena paper d'arròs a Occident és el paper xinès fet a partir de la medul·la del paper xinès aralie (Tetrapanax papyrifer). Aquesta planta creix al sud de la Xina i Taiwan. Rhumphius ho esmenta al seu «Herbari Amboiense» publicat l'any 1690, el jesuïta François-Xavier d'Entrecolles n'informa com a planta paperera l'any 1705. El paper d'arròs es va importar cap al 1805. El caràcter xinès simplificat :米 ; pinyin: mǐ literalment «arròs» de la designació de paper significa originalment «escampats per la batuda [i serveix de] símbol de materialitat i vitalitat i es pot llegir com una al·lusió a la procedència de fabricació, en el qual la planta es bateja fins que es converteix en pasta.
Des del segle ix s'utilitzava arròs o palla de blat o abans, fent paper higiènic, al qual dona una sensació de cotó; aquest paper no és el que s'anomena paper d'arròs.

## Paper de medul·la

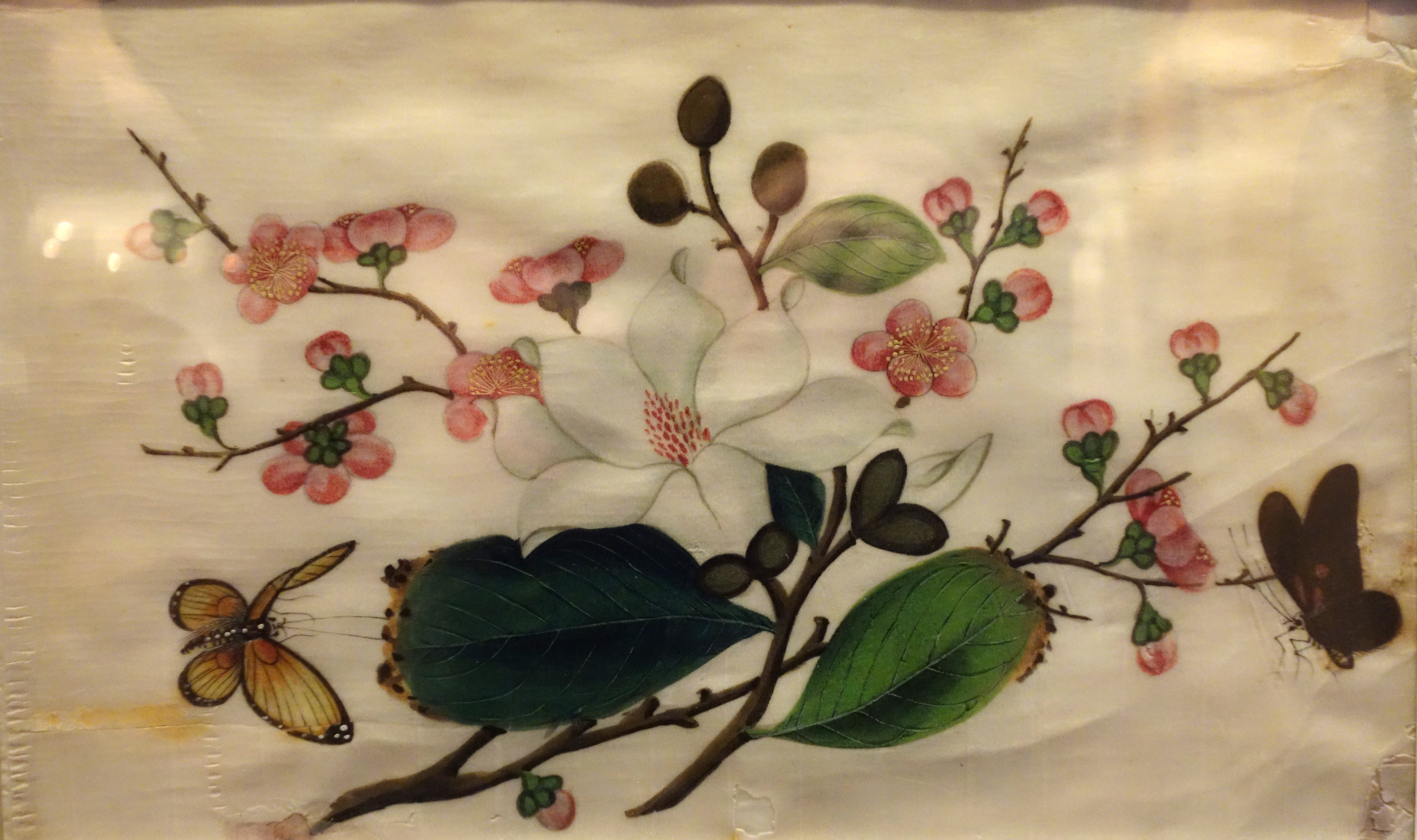
Obra pintada sobre paper d'arròs fet a partir de la morera de Tetrapanax papyrifer.

A Europa, cap al 1900, una substància semblant al paper d'arròs es coneixia inicialment com «paper d'arròs» perquè es creia que es feia d'arròs. En realitat es va fer amb la medul·la d'un petit arbre, Tetrapanax papyrifer, la planta del paper d'arròs. L'ús a la Xina d'aquest mitjà menys costós com a suport de pintura d'exportació es remunta a una data estimada entre 1819 i 1841, però abans ja s'utilitzava en la fabricació de flors artificials.
Aquesta planta creix als boscos pantanosos de l'illa de Taiwan i el sud de la Xina i també es conrea com a planta ornamental. Per produir el paper, les branques es bullen i es despullen de l'escorça. El nucli cilíndric de la medul·la s'enrotlla sobre una superfície llisa i dura contra un ganivet que el talla en làmines fines amb una textura semblant a l'ivori.
El paper de base, tenyit de diversos colors, s'utilitza per a la preparació de flors artificials, mentre que els fulls blancs s'utilitzen per al dibuix de rentat, l'aquarel·la i la cal·ligrafia de l'Extrem Orient. El paper d'arròs també s'utilitza per a llums i pantalles. A causa de la seva textura, aquest paper no és apte per a l'escriptura diària.

## Paper de xuan
El 宣纸 / 宣紙, xuānzhǐ, fet originàriament a partir de l'escorça de Pteroceltis tatarinowii Maxim (青檀树 / 青檀樹, qīngtánshù "sàndal blau-verd") exclusivament, està actualment suavitzat per la palla d'arròs, la proporció de la qual determina el tipus. La palla d'arròs pateix el mateix enriquiment a l'aire lliure que l'escorça, però una mica més curta.

## Paper de morera

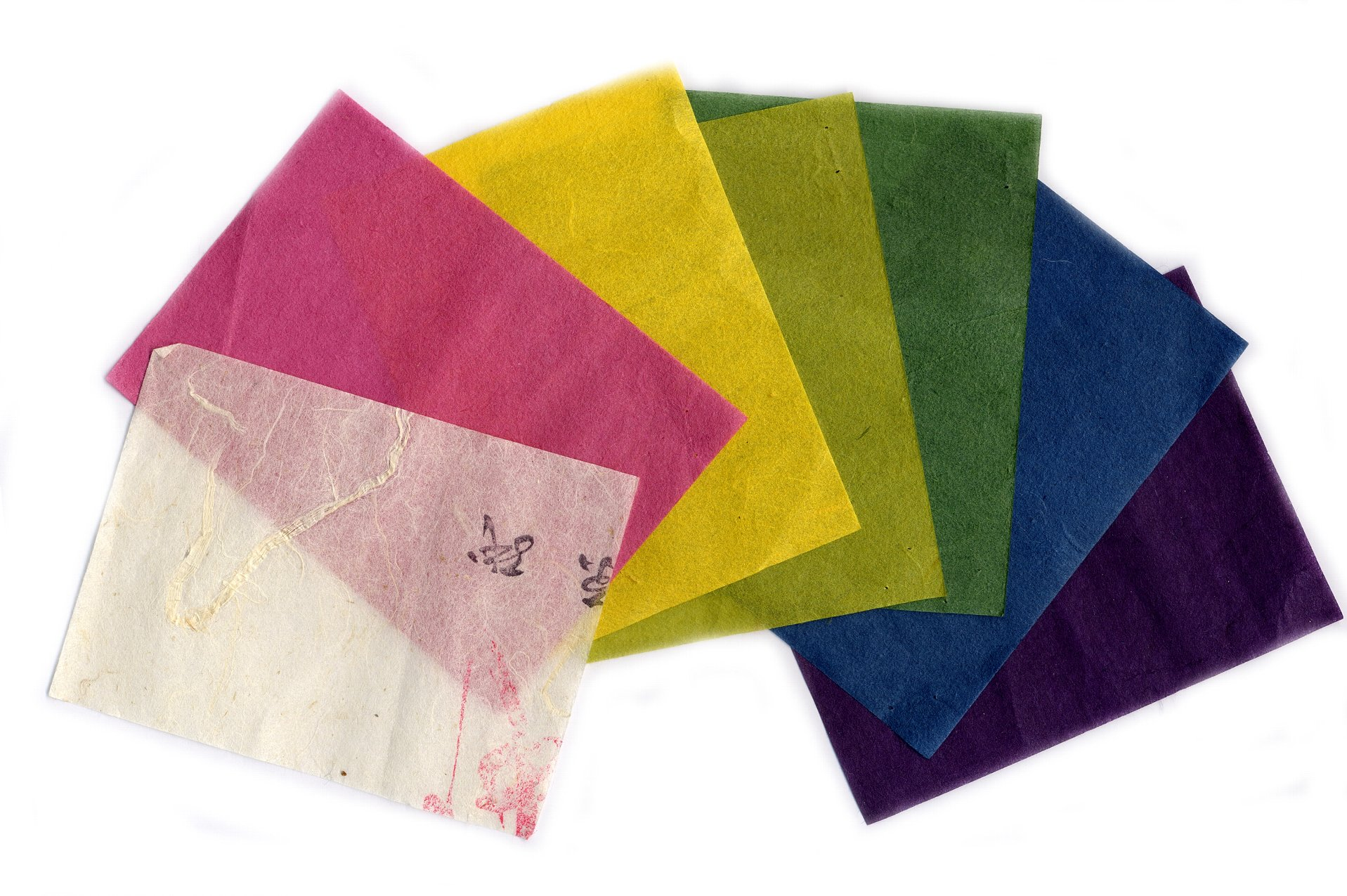
Paper Sugihara, fet de fibres de morera de paper.

També conegut com a paper de seda europeu i, més recentment, washi o wagami (和紙) japonès, emprat especialment en origami, aquest tipus de paper, sovint confós amb «paper d'arròs» (tou, fi, cruixent, dur), no està fet d'arròs ni de seda. Està fet a partir de les fibres de les branques de la morera de paper, un arbre proper a la morera, on s'aixeca el bombyx i el capoll que s'utilitza per fer seda.

## Paper d'arròs comestible

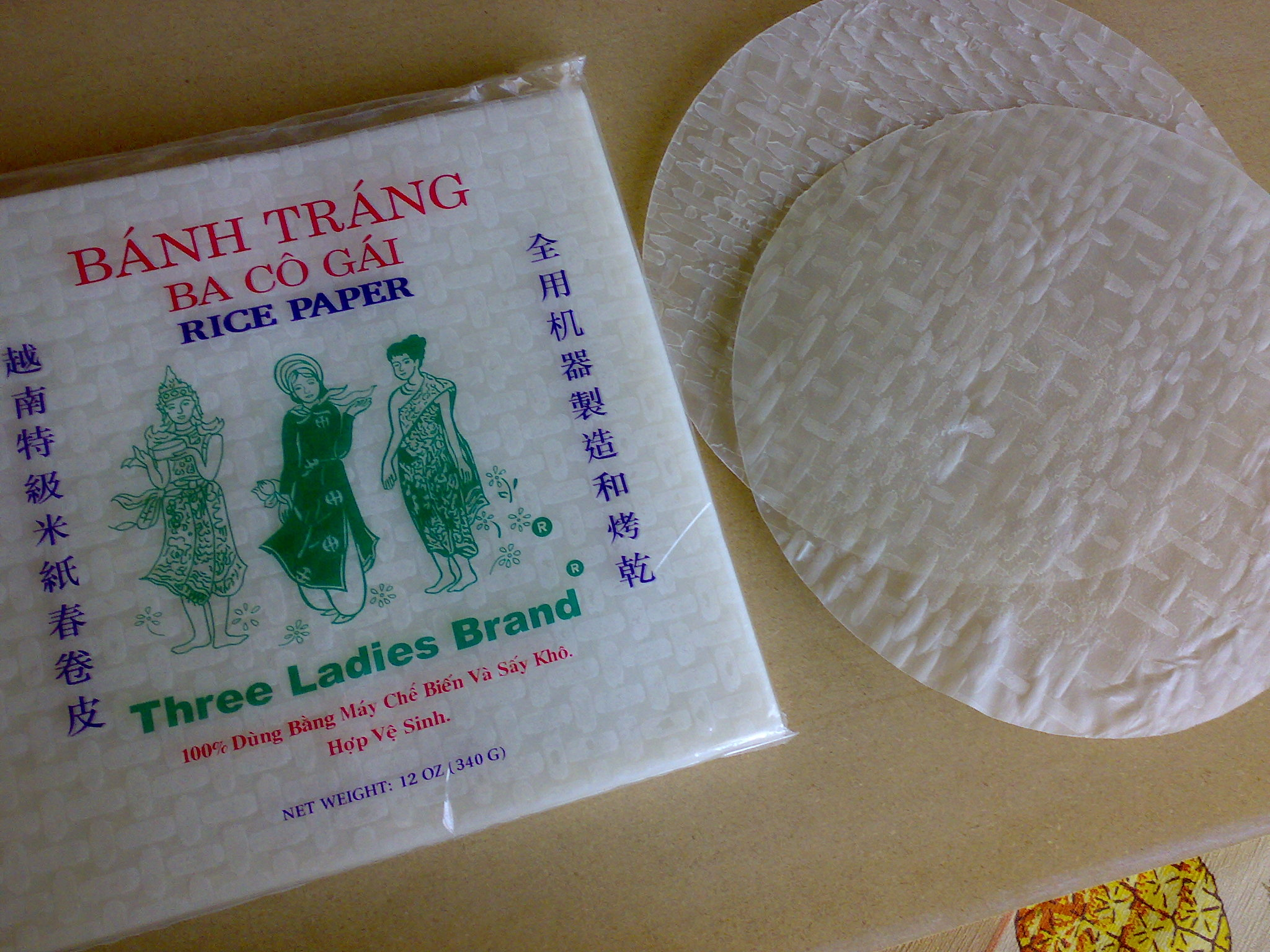
Pastissos d'arròs, Bánh tráng, de vegades anomenats «paper d'arròs».

Normalment es fa amb arròs i tapioca, però algunes marques el fan a base de patata.